# DVD论坛
DVD論壇（DVD Forum）是制定、維護、發展DVD標準的國際組織。

## 历史
成立於1997年4月，其前身是DVD Consortium（成立於1995年），創始成員包括東芝、松下、索尼、三菱、日立、先鋒、JVC、飛利浦、湯姆遜、時代華納共10家，這10家公司也是論壇最高權力機構理事會的成員，理事會的其他成員還包括IBM、Intel、三星、LG、夏普、ITRI（台灣工研院）、NEC、微軟、三洋和迪士尼，東芝是理事會主席。目前論壇會員超過230家廠商。
在下一代DVD標準上，論壇成員存在嚴重分歧，2002年2月，索尼、飛利浦、松下、日立、先鋒、三星、LG、夏普、湯姆遜9家共同發佈藍光光碟（Blu-ray Disc）標準；而東芝聯合NEC提出了自己的標準，並於2003年11月獲得DVD論壇理事會的批准，該標準也被正式命名為HD DVD，其後獲得了時代華納（同時支持藍光光碟）、三洋、Intel、微軟等的支持。而台灣工研院獨自提出HD-FVD標準。